# Реккарди, Крис
Кристофер «Крис» Реккарди (англ. Christopher «Chris» Reccardi) — американский аниматор, дизайнер, сценарист, режиссёр и музыкант. Был более известен по работе над мультсериалами «Шоу Рена и Стимпи», «Губка Боб Квадратные Штаны», «Ужасные приключения Билли и Мэнди», «Суперкрошки» и «Hi Hi Puffy AmiYumi».

## Биография и карьера
Кристофер Реккарди родился 24 ноября 1964 года в Нью-Йорке, США. Окончил Сэйвилльскую среднюю школу в Лонг-Айленде. В конце 80-х годов Реккарди переехал в Лос-Анджелес, чтобы попытать удачу в анимационной индустрии. Первой работой Реккарди был мультсериал «The New Adventures of Beany and Cecil», где работал совместно с Джоном Крисфалуси.
После Реккарди работал в таких мультсериалах, как: «Приключения мультяшек», «Шоу Рена и Стимпи», «Самурай Джек», «Новое шоу Дятла Вуди», «Суперкрошки», «Ужасные приключения Билли и Мэнди», «Лаборатория Декстера» и «Губка Боб Квадратные Штаны». Крис был главным продюсером мультсериала «Обычный мультик» в течение 1 сезона, а также креативным режиссёром шоу «Высокий форт Секретной горы». Также Реккарди в 2007 году вместе с женой разработал проект «The Modifyers» для Nickelodeon, но он не был принят. Помимо телевизионных проектов Крис работал над такими фильмами, как «Флинтстоуны», «Подводная братва», «Лего. Фильм», «Аисты», «Лего Фильм: Бэтмен».
2 мая 2019 года в возрасте 54 лет Реккарди умер во время сёрфинга после перенесённого сердечного приступа в Вентуре.

### Личная жизнь
Реккарди был женат с 1994 года на аниматоре и продюсере Линн Нэйлор.

## Фильмография

### Телевидение
- 1988: «The New Adventures of Beany and Cecil» — Оформитель
- 1990-1991: «Приключения мультяшек» — Дизайнер персонажей
- 1990-1995: «Шоу Рена и Стимпи» — Сценарист, художник раскадровки, режиссёр, фоновый дизайнер, дизайнер персонажей, арт-директор, автор песен, композитор
- 1991; 1993: «Симпсоны» — Оформитель персонажей
- 1996: «Каспер, который живёт под крышей» — Художник раскадровки
- 1998: «Коровка и Петушок» — Художник раскадровки
- 1998: «Я — горностай» — Художник раскадровки
- 1999-2000: «Новое шоу Дятла Вуди» — Художник раскадровки
- 2000-2004: «Суперкрошки» — Сценарист, художник раскадровки, автор песен
- 2001: «Самурай Джек» — Сценарист, художник раскадровки
- 2001: «IMP Inc.» — Соавтор, режиссёр, сценарист, фоновый дизайнер, оформитель, композитор
- 2003: «Лаборатория Декстера» — Сценарист, художник раскадровки
- 2003-2008: «Ужасные приключения Билли и Мэнди» — Сценарист, художник раскадровки
- 2004-2005: «Фостер: Дом для друзей из мира фантазий» — Фоновый дизайнер
- 2004-2006: «Hi Hi Puffy AmiYumi» — Оформитель
- 2005-2007: «Жизнь и приключения робота-подростка» — Сценарист, художник раскадровки
- 2007-2008: «Губка Боб Квадратные Штаны» — Сценарист, художник раскадровки
- 2009: «Чаудер» — Сценарист, художник раскадровки
- 2009: «Удивительные злоключения Флэпджека» — Сценарист, художник раскадровки
- 2010: «Обычный мультик» — Главный продюсер
- 2011: «Могучая Би» — Художник раскадровки
- 2011: «Сорвиголова Кик Бутовски» — Художник раскадровки
- 2011-2012: «Высокий форт Секретной горы» — Креативный режиссёр, сценарист, художник раскадровки
- 2013: «С приветом по планетам» — Дизайнер персонажей
- 2013: «Дядя Деда» — Сценарист, художник раскадровки
- 2017: «Супер-пуперское подземное лето Билли Дилли» — Сценарист, художник раскадровки

### Фильмы
- 1989: «Hound Town» — Оформитель, художник раскадровки
- 1992: «Приключения мультяшек: Как я провёл каникулы» — Оформитель, художник раскадровки
- 1994: «Флинтстоуны» — Автор песен
- 1998: «Геракл и Зена: Битва за Олимп» — Оформитель, художник раскадровки, ассистент режиссёра
- 2004: «Подводная братва» — Дополнительный раскадровщик
- 2007: «Шрек Третий» — Дополнительный раскадровщик
- 2009: «Монстры против пришельцев» — Дополнительный дизайнер персонажей
- 2009: «Захватывающий мир Эль Супербеасто» — Художник раскадровки
- 2009: «Облачно, возможны осадки в виде фрикаделек» — Художник визуальной разработки
- 2010: «Шрек навсегда» — Художник раскадровки
- 2010: «Мегамозг» — Дизайнер персонажей
- 2013: «Облачно, возможны осадки: Месть ГМО» — Художник визуальной разработки
- 2014: «Лего. Фильм» — Концептуальный дизайнер
- 2015: «Губка Боб в 3D» — Художник раскадровки
- 2016: «Аисты» — Арт-директор
- 2017: «Лего Фильм: Бэтмен» — Дополнительный дизайнер
- 2017: «Лего Фильм: Ниндзяго» — Художник раскадровки
- 2018: «Монстры на каникулах 3: Море зовёт» — Художник раскадровки
- 2019: «Лего. Фильм 2» — Художник визуальной разработки
- 2019: «Леди и Бродяга» — Художник раскадровки
- 2020: «Губка Боб в бегах» — Художник раскадровки